# John Lax
John Lax, född 23 juli 1911 i Arlington, Massachusetts, död 14 juli 2001, var en amerikansk ishockeyspelare.
Lax blev olympisk bronsmedaljör i ishockey vid vinterspelen 1936 i Garmisch-Partenkirchen.